# Разъезд 3
Разъезд 3, посёлок разъезда № 3 — посёлок в Наримановском районе Астраханской области, входит в состав Астраханского сельсовета.

## География
Уличная сеть состоит из одной улицы: ул. Железнодорожная.

## Население
| 2002 | 2010 | 2013 | 2014 |
| ---- | ---- | ---- | ---- |
| 94   | ↘14  | ↗15  | ↗16  |

Национальный и гендерный состав
По данным Всероссийской переписи, в 2010 году численность населения посёлка составляла 14 человек (7 мужчин и 7 женщин, 50,0 и 50,0 %% соответственно)
Согласно результатам переписи 2002 года, в национальной структуре населения даргинцы составляли 59 % от общей численности в 93 человека

## Инфраструктура
Железная дорога (остановочный пункт Разъезд № 3 железнодорожной линии Астрахань — Кизляр).